# Sennoi (Saratow)
Sennoi (russisch Сенно́й) ist eine Siedlung städtischen Typs in der Oblast Saratow in Russland mit 6675 Einwohnern (Stand 14. Oktober 2010).

## Geographie
Der Ort liegt knapp 100 km Luftlinie nordöstlich des Oblastverwaltungszentrums Saratow unweit des linken Ufers des rechten Wolga-Nebenflusses Tereschka.
Sennoi gehört zum Rajon Wolski und befindet sich gut 30 km westnordwestlich von dessen am rechten Wolga-Ufer gelegenen Verwaltungszentrum Wolsk. Es ist Sitz des „munizipalen Gebildes“ Sennoje munizipalnoje obrasowanije mit dem Status einer Stadtgemeinde (gorodskoje posselenije), zu der außerdem das Dorf Kljutschi (7 km östlich) und die Siedlung Karjer (2,5 km westlich) gehören.

## Geschichte
Der Ort entstand ab Ende des 19. Jahrhunderts als Siedlung um die Bahnstation Sennaja an der Strecke Atkarsk – Wolsk, die 1895 in Betrieb ging. Mit dem Bau der auch als „Wolga-Rochade“ bezeichnete Strecke (Swijaschsk –) Sysran – Saratow – Stalingrad (heute Wolgograd) während des Zweiten Weltkriegs 1942 wurde Sennaja zum Kreuzungsbahnhof. In der gleichen Zeit entstand unmittelbar südlich des Ortes auch der bis heute (Stand 2018) in Betrieb befindliche Militärflugplatz Bagai-Baranowka (nach dem dortigen linken Tereschka-Zufluss Bagai und dem südwestlich gelegenen Dorf Baranowka; inoffiziell wird der Flugplatz ebenfalls oft als Sennaja bezeichnet).
In Folge wuchs die Ortschaft schnell und erhielt 1957 den Status einer Siedlung städtischen Typs.

### Bevölkerungsentwicklung
| Jahr | Einwohner |
| ---- | --------- |
| 1959 | 3962      |
| 1970 | 5208      |
| 1979 | 5414      |
| 1989 | 6329      |
| 2002 | 7031      |
| 2010 | 6675      |

Anmerkung: Volkszählungsdaten

## Verkehr

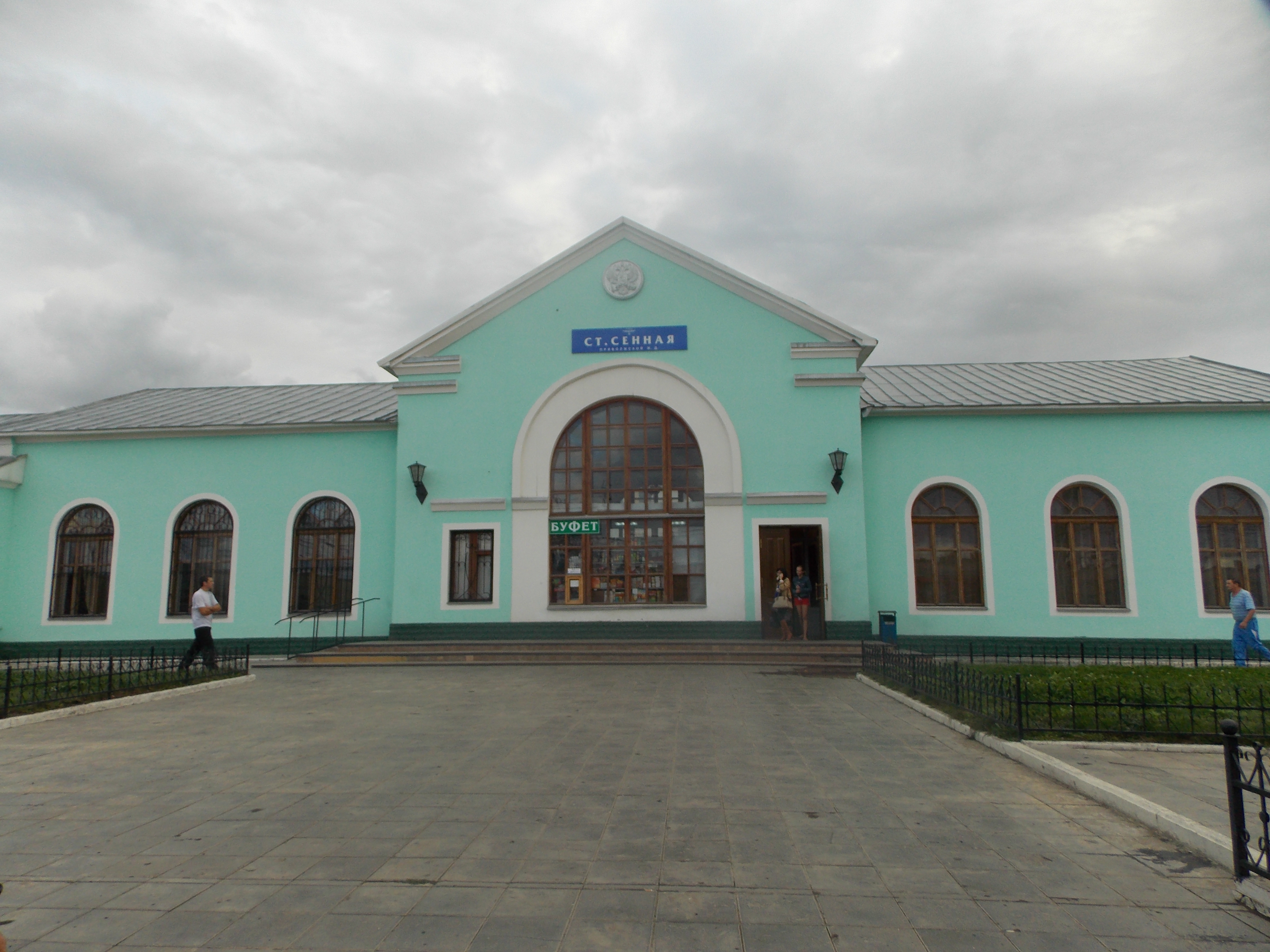
Bahnhof Sennaja

Der in der Siedlung gelegene Bahnhof Sennaja ist ein bedeutender Kreuzungspunkt (mit anschließendem Rangierbahnhof) der Strecken Sysran – Saratow – Ilowlja (bei Wolgograd; Streckenkilometer 168) und Atkarsk – Wolsk – Pugatschow (Streckenkilometer 197). Erstere ist seit 1992 aus Richtung Saratow und seit 2008 aus Richtung Sysran elektrifiziert.
Durch Sennoi verläuft die föderale Fernstraße R228, die ebenfalls der rechten Seite der Wolga folgend Sysran über Saratow mit Wolgograd verbindet.